# Провінція Санукі
34°13′46″ пн. ш. 134°00′57″ сх. д. / 34.22944444° пн. ш. 134.01583333° сх. д.
Провінція Санукі (яп. 讃岐国 — санукі но куні, «країна Санукі»; 讃州 — сансю, «провінція Санукі») — історична провінція Японії у регіоні Шікоку на сході острова Шікоку. Відповідає сучасній префектурі Каґава.

## Короткі відомості
Утворена у 7 столітті. Її адміністративний центр знаходився у сучасному місті Сакаіде.
Санукі була місцем народження видатного японського мислителя Кукая, і стала невдовзі одним з форпостів буддистської секти Сінґон.
У 1185 у провінції відбулася знаменита битва при Ядзіма між самурайськими родами Тайра і Мінамото.
З 13 по середину 14 століття володарями Санукі був рід Ходзьо, який фактично правив у Камакурському сьоґунаті. З встановленням нового сьоґунату у Кіото у 1338 провінція перейшла до роду Хосокава.
У 16 столітті землі Санукі перебували під владою роду Мійосі. Цей рід вів тривалу війну з Одою Нобунаґою і родом Тьосокабе. Останній відібрав провінцію у Мійосі, але був розбитий силами об'єднувача Японії — Тойотомі Хідейосі.
У період Едо (1603—1867) провінція Санукі була фактично поділенна на три частини. Найбільшою керував рід Мацудайра лінії Міто, а рештою — рід Кьоґоку і рід Ікома. В цей час острови Наосіма були відділені від провінції Бідзен і включені до складу Санукі.
У результаті адміністративної реформи 1872 року провінція Санукі була перетворена у префектуру Каґава.

## Повіти
- Ая 阿野郡
- Повіт Каґава 香川郡
- Каріта 刈田郡
- Мікі 三木郡
- Міно 三野郡
- Нака 那珂郡
- Оуті 大内郡
- Санґава 寒川郡
- Тадо 多度郡
- Утарі 鵜足郡
- Ямада 山田郡